# Élections cantonales françaises de 1883
Des élections cantonales se sont déroulées en France les 12 et 19 août 1883.

## Tableau récapitulatif des résultats
| Partis politiques ou coalitions | Partis politiques ou coalitions | Sortants | Premier tour | Second tour | Total | Total |
| Partis politiques ou coalitions | Partis politiques ou coalitions | Sortants | Sièges       | Sièges      | Total | Total |
| ------------------------------- | ------------------------------- | -------- | ------------ | ----------- | ----- | ----- |
|                                 | Républicains modérés            | 875      | 895          | 119         | 1014  | 139   |
|                                 | Monarchistes                    | 570      | 400          | 31          | 431   | 139   |
|                                 |                                 |          |              |             |       |       |
| Total                           | Total                           | 1 445    | 1 295        | 150         | 1 445 |       |

## Gains de conseils généraux
| Partis politiques ou coalitions | Partis politiques ou coalitions | Présidences sortantes | Présidences élues | Total | Total |                      |    |    |    |   |
| ------------------------------- | ------------------------------- | --------------------- | ----------------- | ----- | ----- | -------------------- | -- | -- | -- | - |
| Partis politiques ou coalitions | Partis politiques ou coalitions | Présidences sortantes |                   | Total | Total | Républicains modérés | 74 | 80 | 80 | 6 |
|                                 | Monarchistes                    | 16                    | 10                | 10    | 6     |                      |    |    |    |   |
|                                 |                                 |                       |                   |       |       |                      |    |    |    |   |
| Total                           | Total                           | 90                    | 90                | 90    |       |                      |    |    |    |   |

Les républicains, de toutes nuances, dirigeaient 74 conseils avant le scrutin.
Ils remportent 6 nouveaux départements :
1. La Corse
2. La Dordogne
3. La Lozère
4. Les Basses-Pyrénées
5. Le Tarn
6. La Vienne

Les monarchistes ne dirigent plus que 10 départements :
1. La Charente
2. Les Côtes-du-Nord
3. L'Eure
4. Le Gers
5. L'Indre
6. La Loire-Inférieure
7. Le Maine-et-Loire
8. Le Morbihan
9. L'Orne
10. La Vendée

### Sources et bibliographie
- L'Ouest-Éclair
- Le Temps
- Le Radical